# Morim

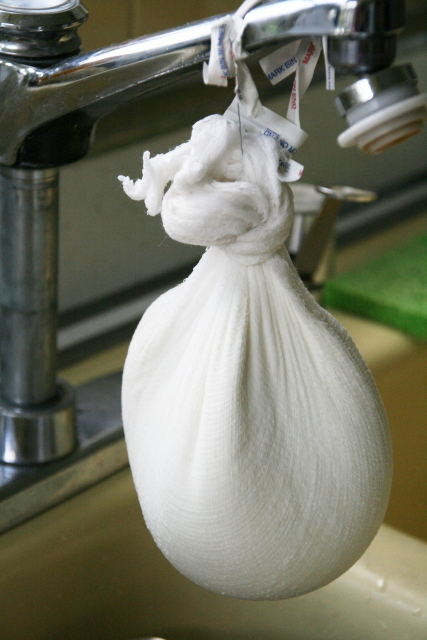
Queijo no morim.

Morim é um pano leve e fino de algodão usado para fazer queijo, mascarpone e tofu. No vestuário, é conhecido como forro PT (pronto para tingir), utilizado em calças jeans. Também é utilizado para a confecção de chita. 

## Etimologia e sinônimos
A palavra "morim" tem origem na língua malaia, "muri". Em certas regiões do Brasil, como no Estado de Alagoas, possui como sinônimo as palavras "madrasto" ou "madrás".